# Nothing and Nowhere
Nothing and Nowhere – pierwszy studyjny album zespołu The Birthday Massacre. 

## Lista utworów
1. "Happy Birthday" – 3:37
2. "Horror Show" – 4:10
3. "Promise Me" – 4:16
4. "Under the Stairs" – 4:30
5. "To Die For" – 5:46
6. "Video Kid" – 4:34
7. "Over" – 4:02
8. "Broken" – 3:56
9. "The Dream" – 3:54